# Omens
Omens — девятый студийный альбом американской грув-метал-группы Lamb of God, вышедший 7 октября 2022 года на лейблах Epic Records и Nuclear Blast.

## Об альбоме
Omens был записан в лос-анджелеской студии Henson Recording Studios и спродюсирован Джошом Уилбуром, с которым группа работала на предыдущих пяти альбомах. О выходе своего девятого альбома группа объявила 6 июня 2022 года, одновременно с этим она анонсировала масштабный американский тур совместно с Killswitch Engage, который пройдёт в сентябре-октябре того же года. В рамках данного тура также пройдут концерты с Baroness, Motionless in White, Spiritbox, Animals as Leaders, Suicide Silence и Fit for an Autopsy.
Первый сингл с альбома, «Nevermore», был выпущен спустя три дня после анонса, 10 июня. Текст и название песни отсылает к готической поэме Эдгара Аллана По «Ворон», в которой прослеживается медленное погружение человека в безумие, в то же время вокалист Рэнди Блай в песне прослеживает погружение целой нации в безумие. Говоря про альбом в целом, он высказался: «Мир сошел с ума и продолжает меняться. Omens — это реакция на состояние мира».
28 июля был выпущен заглавный сингл «Omens». Для записи бэк-вокала были приглашены участники Body Count, Cold Cave, H2O и Youth Code. В песне группа рассуждает о склонности человечества игнорировать явные «предзнаменования» (англ. Omens) и повторять темный круг истории. Блай комментировал текст песни: «Я думаю, что многие неразберихи, в которых оказываются люди, можно было бы очень легко предотвратить, просто обратив внимание на очевидные повторяющиеся закономерности как в нашей личной жизни, так и в более широком социально-историческом контексте». На сингл было выпущено музыкальное видео, в котором демонстрируется кровавое шоу иллюзионистов, в ходе которого артисты друг за другом погибают от неудачно проведённых фокусов.
С 6 октября группа начнёт трансляцию короткометражного фильма The Making Of: Omens, посвящённый процессу записи альбома.

## Отзывы критиков
Альбом получил в целом положительные отзывы музыкальных СМИ. Kerrang! пришли к выводу, что «Omens знаменует возвращение металлистов из Вирджинии к достоверно тяжелому, жестокому и разъяренному, как всегда, звучанию». Metal Injection отметили, что в альбоме смешаны некоторые элементы других жанров, которые раньше редко появлялись в релизах Lamb of God, включая хардкор-панк, и описал «подлинную нить ощутимого плача, пронизывающую каждый трек» . Distorted Sound также заметили влияние хардкор-панка, а также ощущение «сырой» записи, возникающее из-за методов живой записи, используемых в студии, и пришел к выводу, что «Omens — еще один невероятный альбом, который можно добавить к уже сложенному бэк-каталогу, который содержит достаточно тонких дополнений, чтобы группа по-прежнему звучала так же свежо, как всегда».

## Список композиций
| №                   | Название            | Длительность |
| ------------------- | ------------------- | ------------ |
| 1.                  | «Nevermore»         | 4:35         |
| 2.                  | «Vanishing»         | 4:48         |
| 3.                  | «To the Grave»      | 3:43         |
| 4.                  | «Ditch»             | 3:37         |
| 5.                  | «Omens»             | 3:47         |
| 6.                  | «Gomorrah»          | 4:12         |
| 7.                  | «Ill Designs»       | 3:41         |
| 8.                  | «Grayscale»         | 3:59         |
| 9.                  | «Denial Mechanism»  | 2:37         |
| 10.                 | «September Song»    | 6:00         |
| Общая длительность: | Общая длительность: | 40:59        |

## Участники записи
- Рэнди Блай — вокал
- Марк Мортон — соло- и ритм-гитара
- Вилли Адлер — ритм-гитара
- Джон Кэмпбелл — бас-гитара
- Арт Круз — ударные